# Fosa
Fosa (lat. Cryptoprocta ferox) je vrsta zvijeri, endemična za Madagaskar.

## Ugroženost
Ova vrsta se smatra ranjivom u pogledu ugroženosti.

## Rasprostranjenost
Areal vrste je ograničen na otok Madagaskar.

## Stanište
Stanište vrste su šume. Vrsta je rasprostranjena od morske razine do 2600 metara nadmorske visine. 

## Vanjske poveznice
- IUCN - crvena lista ugroženih vrsta, detaljniji podaci o vrsti